# Alex Oxlade-Chamberlain
Alexander Mark David Oxlade-Chamberlain (/ˌɒksleɪd ˈtʃeɪmbərlɪn/; sinh ngày 15 tháng 8 năm 1993) là một cầu thủ bóng đá người Anh hiện đang thi đấu ở vị trí tiền vệ.
Sau màn trình diễn nổi bật với Southampton ở mùa 2010-2011, Chamberlain gia nhập Arsenal vào tháng 8 năm 2011. Ghi 2 bàn trong 3 trận đầu tiên cho CLB mới, Oxlade-Chamberlain trở thành cầu thủ người Anh trẻ nhất ghi bàn trong lịch sử UEFA Champions League. Anh cũng chiếm một vị trí đá chính thường xuyên trong đội U-21 Anh. Anh rời Arsenal để đầu quân cho kình địch của đội là Liverpool vào tháng 8 năm 2017.
Oxlade-Chamberlain có trận ra mắt cho đội tuyển Anh vào ngày 26 tháng 5 năm 2012 gặp Na Uy trong một trận đấu giao hữu. Sau đó, anh bất ngờ được triệu tập trong đội hình Tam sư tại giải vô địch bóng đá châu Âu 2012, trở thành cầu thủ trẻ thứ hai từng đại diện cho tuyển Anh thi đấu tại sân chơi cấp châu lục sau Wayne Rooney.

## Tiểu sử
Sinh ra tại Portsmouth, Hampshire, Oxlade-Chamberlain theo học tại trường trung học độc lập St John ở Southsea, Portsmouth. Từ nhỏ anh đã là một cổ động viên của câu lạc bộ Arsenal.

## Sự nghiệp câu lạc bộ

### Southampton
Chamberlain gia nhập học viện Southampton năm lên bảy tuổi. Vào ngày 2 tháng 3 năm 2010, anh thi đấu trận đầu tiên cho Southampton lúc 16 tuổi 199 ngày,trong chiến thắng 5 -0 trước Huddersfield Town và là cầu thủ trẻ thứ hai trong lịch sử thi đấu chuyên nghiệp cho Southampton sau Theo Walcott. Vào ngày 8 tháng 5 năm 2010, Chamberlain được vào sân ở phút 82 thay cho Jason Puncheon trong trận đấu cuối cùng của mùa giải gặp Southend United. Vào đầu mùa 2010-11, Oxlade-Chamberlain có trận đầu tiên thi đấu với A.F.C. Bournemouth tại vòng một của Cúp Liên đoàn Anh. Trong trận này anh ghi bàn thắng đầu tiên của mình và bàn thắng thứ hai cho Southampton ấn định thắng lợi 2-0.
Vào ngày 20 tháng 8 năm 2010, hai ngày sau sinh nhật lần thứ 17, Oxlade-Chamberlain đã ký hợp đồng chuyên nghiệp đầu tiên có thời hạn trong vòng 3 năm. Trận ra mắt của anh ở giải đấu là trận thua 2–0 tại sân nhà trước Rochdale vào ngày 4 tháng 9 năm 2010. Bàn thắng đầu tiên của anh tại giải đấu là trong trận thắng 2–1 trước Oldham Athletic ngày 23 tháng 10 năm 2010.  Anh ghi thêm hai bàn thắng nữa và có một pha kiến tạo trong chiến thắng 4-0 trước Dagenham & Redbridge vào ngày 2 tháng 11 năm 2010, anh được bình chọn là cầu thủ xuất sắc nhất trận đấu lần đầu tiên.
Oxlade-Chamberlain kết thúc mùa giải với 10 bàn thắng và có tên trong Đội hình tiêu biểu của năm của giải hạng Nhất mùa bóng 2010-2011. Anh trở thành mục tiêu chuyển nhượng của nhiều đội bóng vào tháng Sáu bố của anh, ông Mark Chamberlain, tuyên bố sẵn sàng cho con trai mình gia nhập Arsenal "càng sớm càng tốt" để "tiếp tục cho sự phát triển của anh".

### Arsenal

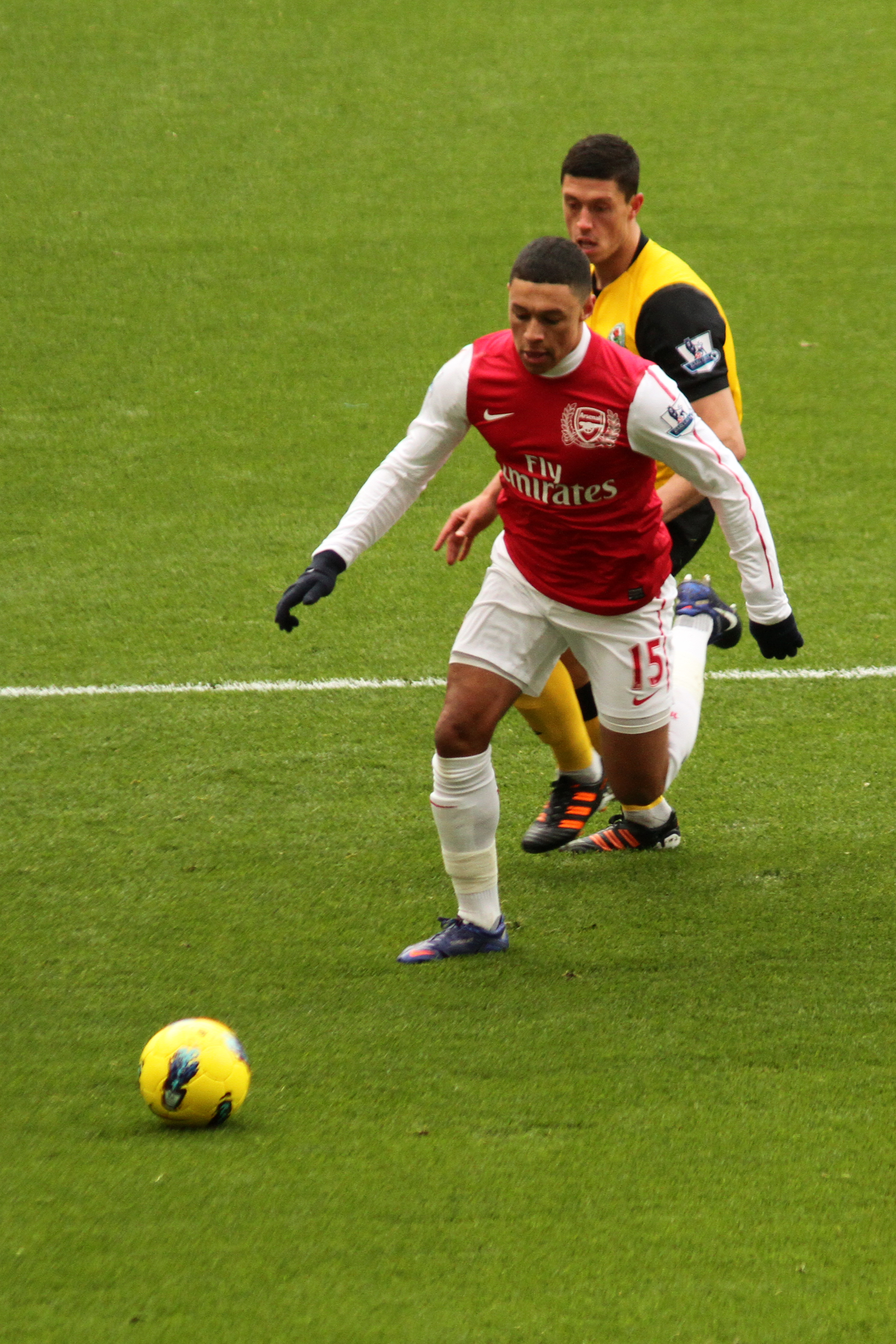
Oxlade-Chamberlain (áo đỏ) chơi cho Arsenal năm 2012

Ngày 8 tháng 8 năm 2011 Oxlade-Chamberlain ký hợp đồng với CLB Arsenal. Mặc dù CLB không tiết lộ phí chuyển nhượng nhưng theo các nguồn tin báo chí cho biết phí chuyển nhượng vào khoảng 12 triệu bảng ban đầu và có thể lên đến 15 triệu bảng dựa vào đóng góp của anh.
Anh có trận ra mắt cho CLB vào ngày 28 tháng 8 năm 2011, trong thất bại 8–2 trước Manchester United, vào sân ở phút 62 để thay cho Francis Coquelin, qua đó trở thành cầu thủ thứ 150 chơi cho Arsenal tại giải Ngoại hạng. Ngày 20 tháng 9 năm 2011, Oxlade-Chamberlain có bàn thắng đầu tiên cho Arsenal ở phút thứ 58 trong trận đấu với Shrewsbury Town ở League Cup với một cú sút từ khoảng cách 25 mét, giúp Pháo thủ thắng chung cuộc 3-1.
Ngày 28 tháng 9 năm 2011, Oxlade-Chamberlain ghi bàn thắng mở tỷ số trong trận đấu đầu tiên của anh ở Champions League trước Olympiacos ở phút thứ 8 sau khi băng vào nhận bóng từ đường chuyền dài của Alex Song, vượt qua vài hậu vệ trước khi kết thúc vào góc lưới. Với việc ghi được bàn thắng này, anh trở thành cầu thủ người Anh trẻ nhất ghi bàn ở Champions League, vượt qua kỷ lục của người đồng đội Theo Walcott.
Vào cuối mùa bóng đầu tiên tại giải Ngoại hạng Anh, Oxlade-Chamberlain được đề cử giải Cầu thủ trẻ xuất sắc nhất năm của PFA; anh là cầu thủ trẻ nhất có trong danh sách rút gọn và cuối cùng thua Kyle Walker của Tottenham Hotspur.

#### Mùa 2012-13

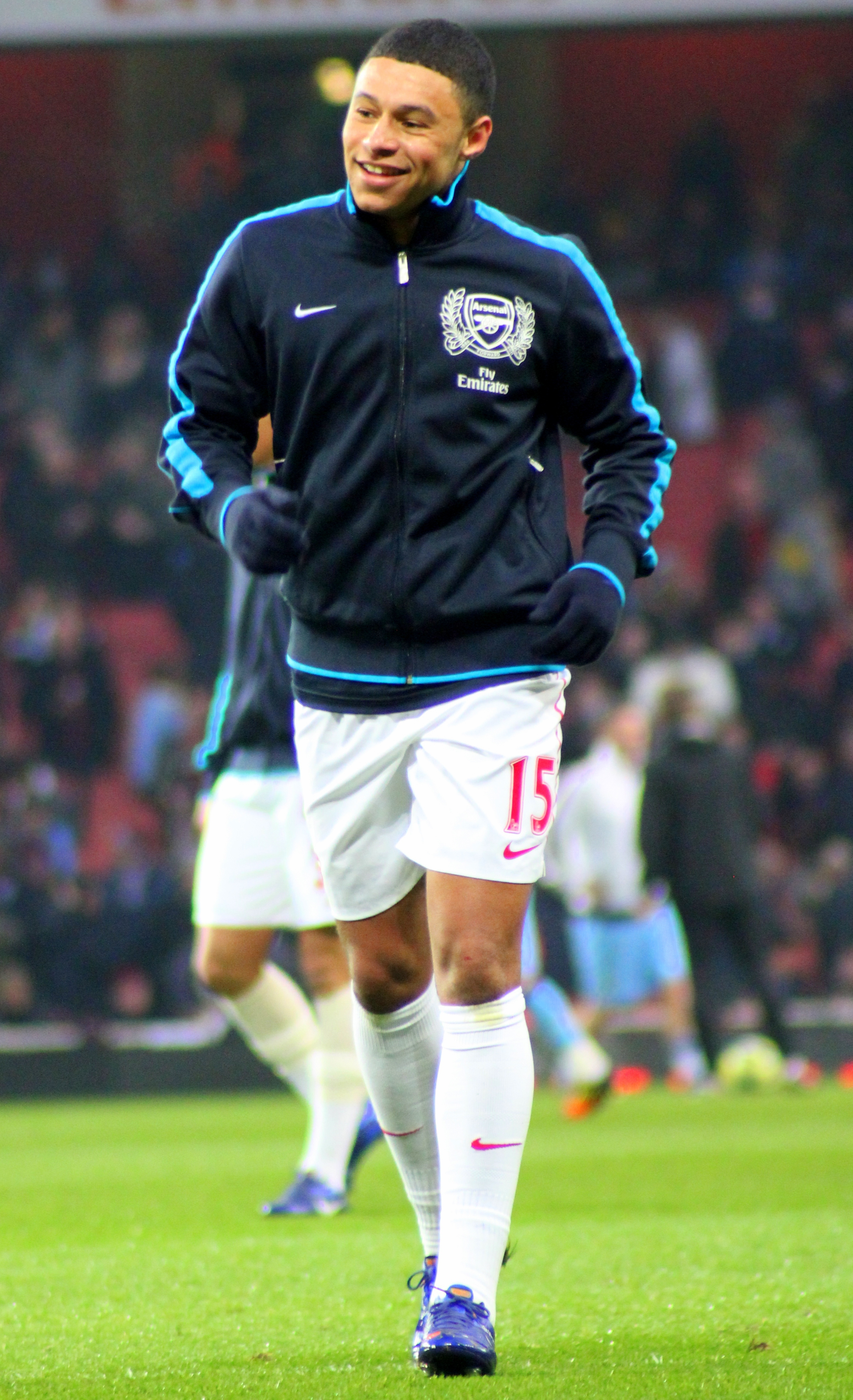
Oxlade-Chamberlain khởi động cho Arsenal năm 2012.

Oxlade-Chamberlain ghi bàn đầu tiên trong mùa 2012-13 từ khoảng cách 25 mét trong trận đại thắng 6-1 trước Coventry City tại Cúp Liên đoàn Anh. Ngày 19 tháng 12 năm 2012, báo chí đưa tin Oxlade-Chamberlain, bên cạnh một số đồng đội như Aaron Ramsey, Kieran Gibbs, Jack Wilshere và Carl Jenkinson đã ký một bản hợp đồng gia hạn mới với Arsenal. Oxlade-Chamberlain ghi bàn thắng duy nhất trong mùa 2012-13 của giải Ngoại hạng trong thắng lợi sân nhà 7-3 trước Newcastle United.

#### Mùa 2013-14
Trong ngày khai màn mùa 2013-14, Oxlade-Chamberlain kiến tạo cho bàn thắng của Olivier Giroud trong thất bại 3-1 trên sân nhà trước Aston Villa, tuy nhiên sau đó anh đã bị chấn thương và tiết lộ sẽ phải nghỉ từ sáu tuần đến ba tháng, bỏ lỡ vòng loại World Cup của tuyển Anh trước Ba Lan và Montenegro. Dù không chơi trận nào cho Pháo thủ kể từ khi chấn thương, Oxlade-Chamberlain vẫn được đề cử giải Cậu bé vàng 2013 để ghi nhận màn trình diễn của anh hồi đầu năm cho tuyển Anh và Arsenal. Ngày 2 tháng 2, Oxlade-Chamberlain ghi hai bàn thắng đầu tiên trong mùa trong thắng lợi 2-0 của Arsenal trước Crystal Palace. Oxlade-Chamberlain đã bỏ lỡ vài tuần cuối mùa, bao gồm cả trận chung kết Cúp FA 2014 sau khi dính chấn thương háng.

#### Mùa 2014-15

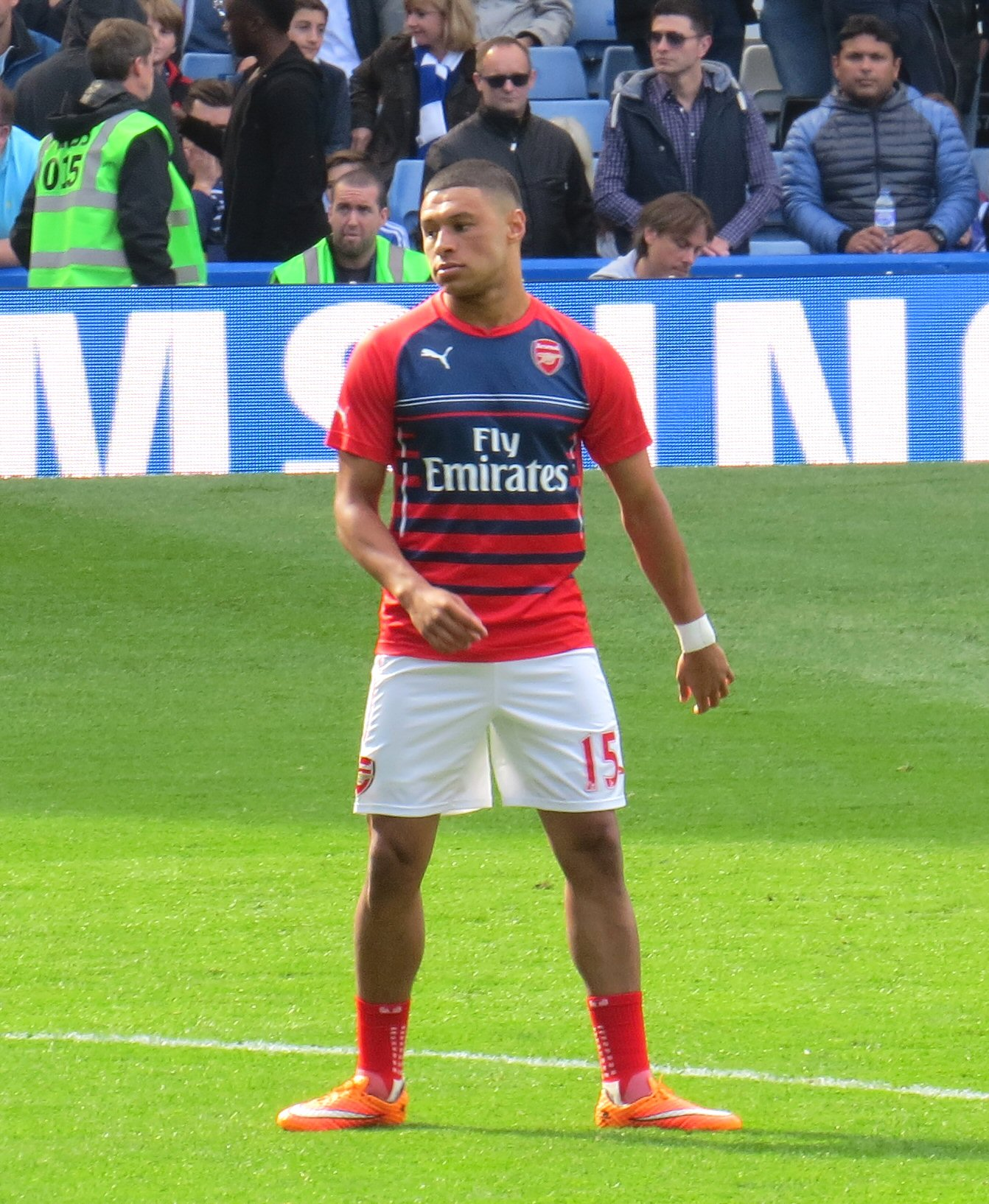
Oxlade-Chamberlain khởi động cho Arsenal năm 2014

Oxlade-Chamberlain khởi đầu mùa bóng bằng danh hiệu Siêu cúp Anh 2014 sau khi Arsenal đánh bại Manchester City 3-0 tại Wembley. Ngày 27 tháng 9, anh lập công trong trận derby Bắc Luân Đôn giúp Pháo thủ cầm hòa Tottenham 1-1. Ngày 4 tháng 11, anh lập công giúp Arsenal dẫn R.S.C. Anderlecht 3-0 tại UEFA Champions League, mặc dù trận đấu kết thúc với tỉ số 3-3. Anh cũng ghi bàn trong trận gặp Monaco ở vòng 1/16 vào tháng hai.  Hai trận sau, anh dính chấn thương trong trận thắng 2-1 trước Manchester United tại cúp FA và bị thay ra ngay sau hiệp một. Có thông tin xác nhận anh sẽ phải ngồi ngoài ba đến bốn tuần vì chấn thương gân kheo. Ngày 30 tháng 5 năm 2015, Oxlade-Chamberlain vào sân thay người trong trận chung kết Cúp FA 2015 và kiến tạo cho Olivier Giroud ghi bàn, Pháo thủ giành chiến thắng chung cuộc 4-0 tại Wembley để lên ngôi vô địch.

#### Mùa 2015-16
Ngày 2 tháng 8 năm 2015, Oxlade-Chamberlain ghi bàn duy nhất trong chiến thắng 1-0 trước Chelsea trong trận tranh Siêu cúp Anh. Bàn thắng đầu tiên của anh tại giải quốc nội trong mùa đến trong trận gặp AFC Bournemouth, bàn thắng đầu tiên của anh ghi cho Pháo thủ trong một trận đấu làm khách.
Ngày 23 tháng 2 năm 2016, anh gặp chấn thương đầu gối nghiêm trọng trong trận thua sân nhà 2-0 trước Barcelona tại Champions League, dự kiến khiến anh rời xa sân cỏ tới tám tuần. Một chấn thương khác trong tháng năm khi đang tập luyện cũng khiến anh nghỉ thi đấu đến hết mùa, bao gồm cả chiến dịch giải vô địch bóng đá châu Âu 2016.

#### Mùa 2016-17
Oxlade-Chamberlain ngồi trên băng ghế dự bị trong trận thua khai mạc mùa giải của Arsenal trước Liverpool, tuy nhiên Oxlade-Chamberlain đã vào sân thay Alex Iwobi bị chấn thương và ghi bàn thắng thứ hai danh dự cho Pháo thủ, giúp trận đấu kết thúc với tỉ số 3-4. Oxlade-Chamberlain cũng góp một đường kiến tạo cho bàn cân bằng tỉ số của Olivier Giroud ở những phút cuối tại Old Trafford, giúp Arsenal cầm hòa Manchester United 1-1. Ngày 23 tháng 4, Oxlade-Chamberlain đã nhận danh hiệu Cầu thủ xuất sắc nhất trận bán kết cúp FA gặp Manchester City, khi góp một kiến tạo cho bàn cân bằng tỉ số của Nacho Monreal; đây cũng là trận đấu thứ hai của anh ở vị trí đá cánh trái. Anh cũng kiến tạo cả hai bàn trong chiến thắng sân nhà 2-0 trước Manchester United vào ngày 7 tháng 5.

### Liverpool
Ngày 31 tháng 8 năm 2017, Oxlade-Chamberlain rời Arsenal để kí hợp đồng với kình địch của đội là Liverpool Anh ghi bàn đầu tiên cho đội bóng vào ngày 17 tháng 10 khi vào sân từ ghế dự bị, trong trận thắng đậm 7-0 trước Maribor tại Champions League, trận thắng đậm nhất trên sân khách trong lịch sử giải đấu, và trận thắng đậm nhất của một đội bóng Anh.. Ngày 5 tháng 4 năm 2018 Chamberlain ghi bàn cho Liverpool trong trận tứ kết lượt đi Champion League gặp Manchester City, góp phần giúp Liverpool đánh bại đối thủ với tỉ số 3-0, tổng tỉ số 5-1.

## Sự nghiệp quốc tế

### Đội tuyển Anh

#### Euro 2012
Ngày 16 tháng 5 năm 2012, Oxlade-Chamberlain được triệu tập vào đội hình 23 người của đội tuyển Anh thi đấu tại giải vô địch bóng đá châu Âu 2012, tổ chức tại Ba Lan và Ukraine. Anh có trận ra mắt tuyển Anh vào ngày 26 tháng 5 năm 2012 trong trận thắng 1-0 trước Na Uy trong một trận đấu khởi động, vào sân thay Ashley Young ở hiệp hai. Anh có trận đầu tiên cho Tam sư vào ngày 2 tháng 6 khi chơi 66 phút trước khi bị thay thế bởi Theo Walcott trong chiến thắng 1-0 trước Bỉ, một trận khởi động khác, và là trận cuối cùng trước khi bước vào giải đấu.

#### Vòng loại World Cup 2014
Ngày 12 tháng 10 năm 2012, Oxlade-Chamberlain ghi bàn quốc tế đầu tiên trong trận thắng 5-0 trước San Marino. Anh tiếp tục lập công trong một trận gặp lại San Marino vào ngày 22 tháng 3 năm 2013, giúp Anh thắng 8-0. Ngày 2 tháng 6 năm 2013, anh ghi bàn vào lưới Brazil trong trận khai mạc sân vận động Maracanã vừa nâng cấp, trận đấu kết thúc 2-2. Anh vào sân thay người hiệp hai và tung cú vô lê để cân bằng tỉ số 1-1.

## Danh hiệu
Southampton
- Á quân Football League One: 2010–11[55]

Arsenal
- FA Cup: 2013–14, 2014–15, 2016–17[55]
- FA Community Shield: 2014, 2015, 2017[55]

Liverpool
- Premier League: 2019–20[56]
- FA Cup: 2021–22
- EFL Cup: 2021–22
- UEFA Champions League: 2018–19[57]
- UEFA Super Cup: 2019[58]
- FIFA Club World Cup: 2019[59]

Beşiktaş
- Turkish Cup: 2023–24
- Turkish Super Cup: 2024

Cá nhân
- Đội hình tiêu biểu (League One): 2010–11[60]
- Hiệp hội Nhà báo Thể thao: Giải Peter Wilson – 2012[61]

## Thống kê sự nghiệp

### Câu lạc bộ
Tính đến 11 tháng 5 năm 2025
| Câu lạc bộ          | Mùa giải            | Giải đấu            | Giải đấu | Giải đấu | Cúp quốc gia | Cúp quốc gia | Cúp liên đoàn | Cúp liên đoàn | Châu Âu | Châu Âu | Khác | Khác | Tổng cộng | Tổng cộng |
| Câu lạc bộ          | Mùa giải            | Hạng đấu            | Trận     | Bàn      | Trận         | Bàn          | Trận          | Bàn           | Trận    | Bàn     | Trận | Bàn  | Trận      | Bàn       |
| ------------------- | ------------------- | ------------------- | -------- | -------- | ------------ | ------------ | ------------- | ------------- | ------- | ------- | ---- | ---- | --------- | --------- |
| Southampton         | 2009–10             | League One          | 2        | 0        | 0            | 0            | 0             | 0             | —       | —       | 0    | 0    | 2         | 0         |
| Southampton         | 2010–11             | League One          | 34       | 9        | 4            | 0            | 2             | 1             | —       | —       | 1    | 0    | 41        | 10        |
| Southampton         | Tổng cộng           | Tổng cộng           | 36       | 9        | 4            | 0            | 2             | 1             | —       | —       | 1    | 0    | 43        | 10        |
| Arsenal             | 2011–12             | Premier League      | 16       | 2        | 3            | 0            | 3             | 1             | 4       | 1       | —    | —    | 26        | 4         |
| Arsenal             | 2012–13             | Premier League      | 25       | 1        | 2            | 0            | 2             | 1             | 4       | 0       | —    | —    | 33        | 2         |
| Arsenal             | 2013–14             | Premier League      | 14       | 2        | 4            | 1            | 0             | 0             | 2       | 0       | —    | —    | 20        | 3         |
| Arsenal             | 2014–15             | Premier League      | 23       | 1        | 3            | 0            | 1             | 0             | 9       | 2       | 1    | 0    | 37        | 3         |
| Arsenal             | 2015–16             | Premier League      | 22       | 1        | 3            | 0            | 2             | 0             | 5       | 0       | 1    | 1    | 33        | 2         |
| Arsenal             | 2016–17             | Premier League      | 29       | 2        | 6            | 0            | 3             | 3             | 7       | 1       | —    | —    | 45        | 6         |
| Arsenal             | 2017–18             | Premier League      | 3        | 0        | —            | —            | —             | —             | —       | —       | 1    | 0    | 4         | 0         |
| Arsenal             | Tổng cộng           | Tổng cộng           | 132      | 9        | 21           | 1            | 11            | 5             | 31      | 4       | 3    | 1    | 198       | 20        |
| Liverpool           | 2017–18             | Premier League      | 32       | 3        | 2            | 0            | 1             | 0             | 7       | 2       | —    | —    | 42        | 5         |
| Liverpool           | 2018–19             | Premier League      | 2        | 0        | 0            | 0            | 0             | 0             | 0       | 0       | —    | —    | 2         | 0         |
| Liverpool           | 2019–20             | Premier League      | 30       | 4        | 2            | 0            | 2             | 1             | 5       | 3       | 4    | 0    | 43        | 8         |
| Liverpool           | 2020–21             | Premier League      | 13       | 1        | 1            | 0            | 0             | 0             | 3       | 0       | —    | —    | 17        | 1         |
| Liverpool           | 2021–22             | Premier League      | 17       | 2        | 2            | 0            | 4             | 1             | 6       | 0       | —    | —    | 29        | 3         |
| Liverpool           | 2022–23             | Premier League      | 9        | 1        | 1            | 0            | 2             | 0             | 1       | 0       | 0    | 0    | 13        | 1         |
| Liverpool           | Tổng cộng           | Tổng cộng           | 103      | 11       | 8            | 0            | 9             | 2             | 22      | 5       | 4    | 0    | 146       | 18        |
| Beşiktaş            | 2023–24             | Süper Lig           | 20       | 4        | 2            | 0            | —             | —             | 8       | 0       | —    | —    | 30        | 4         |
| Beşiktaş            | 2024–25             | Süper Lig           | 18       | 1        | 2            | 0            | —             | —             | 0       | 0       | 0    | 0    | 20        | 1         |
| Beşiktaş            | Tổng cộng           | Tổng cộng           | 38       | 5        | 4            | 0            | —             | —             | 8       | 0       | 0    | 0    | 50        | 5         |
| Tổng cộng sự nghiệp | Tổng cộng sự nghiệp | Tổng cộng sự nghiệp | 309      | 34       | 37           | 1            | 22            | 8             | 61      | 9       | 8    | 1    | 437       | 53        |

1. ↑  Bao gồm FA Cup, Turkish Cup
2. ↑  Bao gồm EFL Cup
3. ↑  Số lần ra sân tại Football League Trophy
4. 1 2 3 4 5 6 7 8 9 10 11  Số lần ra sân tại UEFA Champions League
5. 1 2 3  Ra sân tại FA Community Shield
6. ↑  Một lần ra sân tại FA Community Shield, một lần ra sân tại UEFA Super Cup, hai lần ra sân tại FIFA Club World Cup
7. ↑  Số lần ra sân tại UEFA Europa Conference League

### Đội tuyển quốc gia
Tính đến ngày 17 tháng 11 năm 2019.
| Đội tuyển quốc gia | Năm       | Trận | Bàn |
| ------------------ | --------- | ---- | --- |
| Anh                | 2012      | 9    | 1   |
| Anh                | 2013      | 4    | 2   |
| Anh                | 2014      | 7    | 1   |
| Anh                | 2015      | 4    | 1   |
| Anh                | 2016      | 0    | 0   |
| Anh                | 2017      | 6    | 1   |
| Anh                | 2018      | 2    | 0   |
| Anh                | 2019      | 3    | 1   |
| Tổng cộng          | Tổng cộng | 35   | 7   |

### Bàn thắng quốc tế
Tính đến ngày 14 tháng 11 năm 2019.
| # | Ngày                 | Địa điểm                                        | Số trận | Đối thủ    | Bàn thắng | Kết quả | Giải đấu                 |
| - | -------------------- | ----------------------------------------------- | ------- | ---------- | --------- | ------- | ------------------------ |
| 1 | 12 tháng 10 năm 2012 | Sân vận động Wembley, Luân Đôn, Anh             | 8       | San Marino | 5–0       | 5–0     | Vòng loại World Cup 2014 |
| 2 | 22 tháng 3 năm 2013  | Sân vận động San Marino, Serravalle, San Marino | 10      | San Marino | 2–0       | 8–0     | Vòng loại World Cup 2014 |
| 3 | 2 tháng 6 năm 2013   | Sân vận động Maracanã, Rio de Janeiro, Brasil   | 12      | Brasil     | 1–1       | 2–2     | Giao hữu                 |
| 4 | 18 tháng 11 năm 2014 | Celtic Park, Glasgow, Scotland                  | 20      | Scotland   | 1–0       | 3–1     | Giao hữu                 |
| 5 | 12 tháng 10 năm 2015 | Sân vận động LFF, Vilnius, Litva                | 24      | Litva      | 3–0       | 3–0     | Vòng loại Euro 2016      |
| 6 | 10 tháng 6 năm 2017  | Hampden Park, Glasgow, Scotland                 | 26      | Litva      | 1–0       | 2–2     | Vòng loại World Cup 2018 |
| 7 | 14 tháng 11 năm 2019 | Sân vận động Wembley, Luân Đôn, Anh             | 34      | Montenegro | 1–0       | 7–0     | Vòng loại Euro 2020      |